# Nico Rijnders
Pour les articles homonymes, voir Rijnders.
Reinier Johannes Maria Rijnders, dit Nico Rijnders, né le 30 juillet 1947 à Bréda et mort le 16 mars 1976 à Bruges, est un joueur de football international néerlandais, milieu de terrain, repris huit fois en équipe nationale des Pays-Bas. Sa carrière professionnelle a pris fin brutalement le 12 novembre 1972, quand il est victime d'un malaise cardiaque lors d'un match de Bruges contre le RFC Liège. Considéré comme mort, il est ranimé par le médecin du club, le docteur Michel D'Hooghe, mais doit arrêter le football professionnel. Il meurt d'un autre malaise cardiaque en 1976, à seulement 28 ans.

## Carrière
Nico Rijnders s'affilie en 1958 au VV Baronie. En 1963, il rejoint le club de sa ville natale, le NAC Breda, où il fait ses débuts en équipe fanion le 16 mai 1965. Après un an en Eerste divisie, la division 2 néerlandaise, le club remonte en Eredivisie en 1966. Lors de sa première saison parmi l'élite du football néerlandais, Breda atteint la finale de la Coupe des Pays-Bas 1967, mais s'incline face à l'Ajax. Ce dernier ayant également remporté le championnat, le NAC Breda se qualifie pour la Coupe des vainqueurs de Coupes. La saison suivante, le club joue en Coupe d'Europe contre Floriana et Cardiff, mais évite la relégation de justesse en championnat. En fin de saison, Rijnders est transféré par les Go Ahead Eagles pour 150 000 florins.
Il prend une nouvelle dimension dans le club de Deventer, à l'époque un lub du sub-top aux Pays-Bas. Il s'impose rapidement comme un joueur essentiel en milieu de terrain, et est ensuite appelé en équipe nationale des Pays-Bas en octobre 1968 par le sélectionneur Georg Kessler. Le 16 avril 1969, il joue son premier match international face à la Tchécoslovaquie. Après un an aux Go Ahead Eagles, il rejoint le grand Ajax Amsterdam de Johan Cruijff pour 400 000 florins.
Nico Rijnders devient un titulaire indiscutable à l'Ajax, qui compte des joueurs comme Johan Cruijff, Ruud Krol, Johan Neeskens, Arie Haan ou encore Dick van Dijk. Malgré cela, il n'est plus jamais repris en équipe nationale à partir de novembre 1970, le nouveau coach František Fadrhonc ne comptant pas sur lui. Il réalise avec l'Ajax le doublé championnat-Coupe en 1970. L'année suivante, il remporte à nouveau la Coupe des Pays-Bas, mais aussi le plus beau trophée de sa carrière : la Coupe des clubs champions 1971. Il commence le match, mais il se plaint de douleurs dans la poitrine à la mi-temps et est remplacé. Malgré tout, il quitte le club durant l'été 1971 et rejoint le FC Bruges, ambitieux club belge, qui lui propose un meilleur contrat que celui qu'il a à l'Ajax. Plus tard, il a été suggéré que le président de l'Ajax, Jaap van Praag, était au courant des problèmes cardiaques de Rijnders, ce qui expliquerait qu'il n'ait fait aucun effort pour le conserver.
Comme dans ses clubs précédents, Nico Rijnders devient un des joueurs de base de l'équipe de Bruges, qui participe à la Coupe de l'UEFA et termine vice-championne de Belgique. Mais le 12 novembre 1972, lors d'un match contre le RFC Liège, il est victime d'un malaise cardiaque après 10 minutes de jeu. Déclaré cliniquement mort, il est tout de même réanimé par le docteur Michel D'Hooghe, le médecin du club, dans les souterrains du stade. Après plusieurs semaines de convalescence à l'hôpital, il doit cesser la pratique du football professionnel pour raisons médicales. 
En 1973, il devient entraîneur-adjoint au FC Bruges, puis prend les rênes du Racing Harelbeke, club de Promotion, en 1974. Mais un nouveau malaise cardiaque la veille de Noël cette année-là le force à arrêter toute activité liée au sport, y compris le métier d'entraîneur. En juillet 1975, l'Ajax Amsterdam et le Club de Bruges organisent un match de bienfaisance pour Rijnders. Pour l'occasion, l'équipe brugeoise est renforcée par les deux stars de l'équipe ajacide, Johan Cruijff et Johan Neeskens, et s'impose sur le score de 3 buts à 0.
Forcé de se retirer du monde du football, Nico Rijnders ouvre un magasin d'articles de sport à Bruges. Il fait rapidement faillite, et sa femme le quitte quelques mois plus tard. Alors qu'il participe aux festivités du carnaval à Deventer, il est à nouveau victime d'un malaise cardiaque. Après plusieurs jours dans un hôpital de la ville, il revient à Bruges. Il meurt finalement le 16 mars 1976, seul dans son appartement brugeois, au-dessus de son ancien magasin de sport. En 2009, un cardiologue ayant traité Rijnders déclare, sur base de son dossier médical, qu'il souffrait d'arythmie cardiaque congénitale. À cette époque, c'était très difficile à détecter et donc à soigner.

## Palmarès
- Vainqueur de la Coupe d'Europe des clubs champions en 1971 avec l'Ajax Amsterdam.
- 1 fois champion des Pays-Bas en 1970 avec l'Ajax Amsterdam.
- 2 fois vainqueur de la Coupe des Pays-Bas en 1970 et 1971 avec l'Ajax Amsterdam.
- 1 fois champion des Pays-Bas de division 2 en 1966 avec le NAC Breda.